# François de Paule de Bourbon (1853-1942)
Pour les articles homonymes, voir François de Paule de Bourbon et François de Bourbon.
François de Paule de Bourbon (en espagnol : Francisco de Paula de Borbón y Castellví), de son propre chef « duc d'Anjou », est né François Marie Trinité Henri Edme Bonaventure de Bourbon le 29 mars 1853 à Toulouse, en France, et est décédé le 28 mars 1942 à Madrid, en Espagne. Cousin germain du roi Alphonse XII d’Espagne, c’est un aristocrate, un militaire et un parlementaire espagnol ; c'est également un prétendant légitimiste au trône de France.

## Famille
Le prince François est le troisième fils de l’infant Henri de Bourbon (1823-1870), duc de Séville, et de son épouse « inégale » Elena María de Castellví y Shelly, elle-même fille de don Antonio de Castellví, comte de Castellá, et de doña Margarita Shelly.
Le 15 septembre 1877, le prince épouse, à La Havane, la roturière cubaine Maria Luisa de la Torre. De ce mariage naissent cinq enfants :
- Hélène de Bourbon (1878-1936), qui épouse José de Oltra y Fullana ;
- Marie-Louise de Bourbon (1880-1968), qui s'unit à Diego Gonzalez-Conde y Garcia de la Cuesta, marquis de Villamantilla de Perales ;
- François de Paule de Bourbon (1882-1952), duc consort de Séville, qui épouse sa cousine la princesse Henriette de Bourbon, duchesse de Seville ;
- Joseph-Marie de Bourbon (es) (1883-1962), qui s'unit à Marie-Louise Rich y Carbajo (assassinée par son mari[1] en 1926).

D'où sept enfants :
1. Joseph-Louis (1910-1936), marié à Marie de Salsas y Puig (1912-1962)
2. Marie-Louise (1911-1930)
3. Ferdinand (1913-1914)
4. Charles (1915-1978), marié à Milagros de Oro y Fernández de Cevallos (1916-1993), d'où :
  1. Charles-Joseph (né en 1940)
  2. Milagros (née en 1941), mariée à Juan Ignacio López y Pérez (né en 1931), divorcés
5. Albert-Joseph (1916-1997), naturalisé français en 1970, marié à Marie Campos y Guerra (1920-2016), naturalisée française en 1970, d'où :
  1. Henri (1948-2005)
  2. Béatrice (1949-2008), naturalisée française en 1970, mariée à Jean-Bernard Venturini (1944-2010), puis divorcée et remariée civilement
  3. Marie-Louise (née en 1951), naturalisée française en 1970, mariée civilement deux fois
  4. Jean-Charles (1953-1953)
  5. enfant naturel reconnu[réf. nécessaire] : François Joubert (né en 1933),[réf. nécessaire] d'où postérité
6. Béatrice (1918-2000), mariée à Juan Ricoy y de Pereira (1908-1964)
7. Alvare (1922-2000), marié à Carmen Cruz y Villen (née en 1930), d'où :
  1. Milagros (née en 1962), mariée à Manuel Molina y Muñoz (né en 1959)
  2. Carmen (née en 1962), mariée à Gustavo Adolfo Porras y Chavarino (né en 1965)

- Maria de los Dolores de Bourbon (1887-1985).

Devenu veuf, le prince épouse en secondes noces, le 15 février 1890, à Madrid, l'aristocrate cubaine Felisa de León y Navarro de Balboa, marquise de Balboa. De ce second mariage naissent trois enfants :
- Henri de Bourbon (1891-1936), marquis de Balboa, qui épouse Isabel de Esteban y de Iranzo, comtesse de Esteban ;
- Alphonse de Bourbon (1893-1936), marquis de Squilache, qui s'unit à Marie-Louise de Caralt y de Mas (1898-1981)

D'où deux enfants :
1. Alphonse (1926-2018), marquis de Squilache, marié à Marie-Thérèse de Rojas y Roca de Togores (née en 1929), d'où :
  1. Marie-Annonciade (née en 1958), marquise de Squilache, mariée à Ramón de la Cierva y García-Bermúdez (né en 1956)
  2. Anne (1960-2011), marquise de Beniel, mariée à Daniel Tobár y Rojas (né en 1950)
  3. Letizia (née en 1962), marquise de Balboa, mariée à Antonio de Benavides y González-Rivera (né en 1953)
2. Louis-Alphonse (1927-1952)

- Maria de las Nieves de Bourbon (1898-1989), qui épouse Luís de Figueroa y Alonso-Martinez, fils aîné du comte de Romanones.

## Biographie

### Une jeunesse carliste
Issu d’un mariage catholique mais « inégal » (mariage néanmoins béni par le pape Pie IX), le prince François voit le jour en France, où ses parents ont trouvé refuge peu après leur mariage (son père ayant été déchu de son titre d'infant par la reine en 1848). Le prince reçoit à sa naissance, puis à son baptême en France, le nom de Bourbon, mais ce nom lui sera dans un premier temps refusé en Espagne, où il reçoit le 2 septembre 1875 le nom de Castellví (le nom de sa mère), qu'il portera pendant six ans. Un ordre royal d'Alphonse XII lui donne finalement le nom de Bourbon le 13 juillet 1882.
Élevé dans le ressentiment contre sa tante, la reine Isabelle II d’Espagne, qui n’a jamais reconnu le mariage de ses parents, le prince rejoint, à l’adolescence, les partisans du « duc de Madrid », compétiteur d'Isabelle pour le trône d'Espagne. Au début des années 1870, le prince François participe ainsi au troisième conflit carliste qui manque de placer « Charles VII » sur le trône d’Espagne. En 1875, cependant, François abandonne le camp carliste pour se rallier à son cousin germain, le jeune Alphonse XII d’Espagne.

### Service à Cuba
Peu après avoir prêté serment d’allégeance à son cousin, François est nommé général de brigade à Cuba, qui est alors l’une des dernières possessions espagnoles d’Amérique. Posté à La Havane, le prince rencontre la fille d’un riche planteur cubain, María Luisa de la Torre y Bassave, dont il ne tarde pas à tomber amoureux. Finalement, les deux jeunes gens se marient à La Havane le 15 septembre 1882 et s’installent à Madrid, peu de temps après.
Devenu veuf en 1887, le prince se remarie en 1890 à une autre Cubaine, Felisa de León y Navarro de Balboa.

### Prétendant légitimiste
Après la mort sans descendance mâle de son frère aîné le duc de Séville, le prince François se proclame héritier du trône de France et revendique pour lui la succession légitimiste en 1894. Il est soutenu par certains légitimistes déçus par le « duc de Madrid », qui se consacre davantage au carlisme espagnol qu'au légitimisme français.
En 1897, il intente auprès du tribunal de la Seine un procès contre Philippe d'Orléans (le prétendant orléaniste), pour lui faire interdire le port des pleines armes de France. Le tribunal le déboute de sa demande d'être reconnu comme ayant « seul droit de porter les armoiries pleines d'azur à trois fleurs de lis d'or » — les pleines armes de France —, droit qui revient à l'époque au « duc » et à la « duchesse de Madrid », aux cinq enfants du « duc », et à la mère du « duc », la « comtesse de Montizón » (veuve du précédent chef de la maison de Bourbon). Le « duc de Madrid » intervient tardivement, dans ce procès pour faire valoir ses droits, par un mémoire, déposé par son avocat, Me Rivière. Le tribunal n'a pas le temps d'examiner les arguments du prétendant légitimiste, et déboute son cousin issu de germain, le prince François de Bourbon, au motif que les armes de France auraient, selon le tribunal, été abolies avec la royauté (il en sera jugé tout autrement en 1988 et 1989) et qu'au surplus, le prince François n'est pas l'aîné de la famille (« le duc de Madrid le prime dans l'ordre collatéral », souligne le tribunal). Selon l'historien du droit Guy Augé, si François de Bourbon « perdit son procès, [...] le gagnant moral parut être beaucoup moins le Duc d'Orléans que Don Carlos » (c'est-à-dire le « duc de Madrid »).

### Une carrière brillante
Le prince François est promu au grade de général de division en 1892. Quatre ans plus tard, il devient député aux Cortes, où il représente la ville de Barcelone.
En 1914, le prince est nommé par Alphonse XIII d’Espagne gouverneur général des îles Baléares. Remplacé à ce poste en 1916, il devient membre du Conseil de Guerre et de la Marine.
Finalement, en 1927, le prince obtient de son cousin la Toison d’or.

### Une fin de vie marquée par la guerre civile
Malgré la proclamation de la Seconde République en 1931, le prince François est autorisé à rester vivre en Espagne. Il continue donc à habiter Madrid, où sont également installés nombre de ses enfants et petits-enfants.
L’éclatement de la Guerre civile en 1936 bouleverse toutefois profondément la vie du prince et de sa famille. Dès les premiers mois du conflit, plusieurs de ses enfants (Hélène, Henri et Alphonse de Bourbon) et petits-enfants (Joseph-Louis et Jacques de Bourbon ainsi que María Luisa González-Conde) sont alors fusillés par les républicains. Dans ce contexte très difficile et alors que Madrid est bientôt encerclée par les forces nationalistes, le prince doit trouver refuge à l’ambassade chilienne avec son épouse.
Finalement, la chute de la capitale espagnole en mars 1939 sauve le prince, qui meurt de vieillesse en 1942.